# Kämpfe an der ukrainisch-russischen Grenze (2014)

Die Lage in der Ostukraine nahe der Grenze zu Russland am 16. Juli. Die von den Rebellen gehaltenen Gebiete sind rot und die von der Ukraine gehaltenen Gebiete blau markiert. Die gestrichelte Linie kennzeichnet die Kampflinie des folgenden Tags.

Die Offensive zur ukrainischen Wiederherstellung der Kontrolle über die Grenze, auch bekannt als Die Schlacht um die Grenze (in russischsprachigen Quellen auch unter dem Namen „Der Kessel von Iswaryne“) ist eine Episode des Krieges in der Ukraine. Dies stellt den Kampf der ukrainischen Armee gegen illegale bewaffnete Gruppierungen, unterstützt von russischen Artillerieangriffen, in den grenzliegenden Regionen von Donezk und Luhansk dar.

## Verlauf
Kampfhandlungen im Sektor D erfolgten im Zuge der Offensive zur ukrainischen Wiederherstellung der Kontrolle über die Staatsgrenze auf der Strecke Iswaryne–Kumatschowe und zum Unterbinden der Waffenlieferungen für illegale bewaffnete Gruppierungen im Zeitraum Juni bis August 2014. Das war die Hauptaufgabe der ukrainischen Armee.
Der neu gewählte Präsident Poroschenko setzte auf die friedliche Beilegung des Konflikts. Die Zurückgewinnung der Kontrolle über die Grenze zu Russland war ein zentrales Element seines Friedensplans. Die Offensive der ukrainischen Truppen begann am 12. Juni. Im Verlauf der Gefechte wurde die ukrainische Armee von heftigem Artilleriefeuer angegriffen, das vom Territorium der Russischen Föderation aus erfolgte. Dadurch mussten ukrainische Streitkräfte den Grenzposten Iswaryne abgeben. Der Verlust der Kontrolle über solche Siedlungen wie Stepaniwka, Maryniwka und über den Grenzposten Maryniwka führte dazu, dass ein Teil der ukrainischen Armee östlich vom Dorf Maryniwka eingeschlossen wurde.
Es wurde versucht diese eingeschlossenen ukrainischen Einheiten zu befreien. Der Kampf endete am 7. August, als die letzten Einheiten, deren Aufgabe es war, die Grenze zu Russland zu blockieren, den eingeschlossenen Ort verließen. Der Kampf um die Grenze war die erste große Niederlage der ukrainischen Armee. Als Ergebnis dessen wurde die Kontrolle über die Staatsgrenze auf der Strecke von Iswaryne bis Maryniwka verloren. Ukrainische Streitkräfte, die Nationalgarde und die Grenzschützer erlitten hohe Verluste. Große Verluste an Material seitens der Ukraine waren auch zu verzeichnen.